# جيف كوان
جيف كوان هو لاعب هوكي الجليد كندي، ولد في 27 سبتمبر 1976 في سكاربورو، تورنتو في كندا.

## وصلات خارجية
- جيف كوان على موقع دوري الهوكي الوطني (الإنجليزية)
- جيف كوان على موقع EliteProspects.com (الإنجليزية)
- جيف كوان على موقع HockeyDB.com (الإنجليزية)
- جيف كوان على موقع Hockey-Reference.com (الإنجليزية)